# Wesley Barresi
Wesley Barresi (nacido el 3 de mayo de 1984) es un jugador de críquet internacional holandés nacido en Sudáfrica.

## Carrera profesional
En julio de 2018, Barresi estuvo en el equipo holandés One Day International, para su serie contra Nepal. En julio de 2019, fue seleccionado para jugar con los Amsterdam Knights en la edición inaugural del torneo de críquet Euro T20 Slam.
En febrero de 2021, Barresi anunció su retiro de todas las formas de críquet.